# عين المرج
عين المرج هي قرية لبنانية من قرى قضاء عاليه في محافظة جبل لبنان.